# Hugues de Moncade
 (janvier 2019).
Si vous disposez d'ouvrages ou d'articles de référence ou si vous connaissez des sites web de qualité traitant du thème abordé ici, merci de compléter l'article en donnant les références utiles à sa vérifiabilité et en les liant à la section « Notes et références ».
Hugues de Moncade (cat. : Hug de Montcada i de Cardona), né dans le royaume de Valence en 1478, mort dans le golfe de Salerne le 28 avril 1528 est un noble espagnol, amiral espagnol et vice-roi de Naples.

## Biographie
Issu d'une noble famille catalane, le jeune Hugues de Moncade est admis dans les Hospitaliers de l'ordre de Saint-Jean de Jérusalem. Il ne rejoint pourtant jamais Rhodes et ne présente jamais ses vœux de chevalier, embrassant une carrière militaire au service de différents princes. Il entre d'abord au service de César Borgia qu'il abandonne en 1495 pour rejoindre les troupes qui combattent les Français en Navarre.
Il est nommé en 1509 vice-roi de Sicile. Il cherche à mater les barons locaux pour les remettre sous l'autorité royale de Ferdinand le Catholique. Il vérifie la légalité de leurs propriétés, en confisque à l’église, arrête des nobles. Il convoque le Parlement, avant de le dissoudre. Profitant de la mort du roi, des parlementaires se réunissent à Termini pour s'opposer à son pouvoir, mais Moncade est confirmé par Charles Quint. Les Palermitains attaquent son palais. Il s'enfuit à Messine et presse Charles Quint de nommer un nouveau vice-roi.
Il commande ensuite une escadre espagnole qui fait la chasse aux corsaires sur les côtes du Maghreb, remportant de nombreux combats face aux pirates provenant des côtes barbaresque. En 1519 il subit une sévère défaite à Alger et se voit forcé à se cacher parmi les cadavres de ces soldats afin de survivre. Il est l'un des principaux exécutants de la politique de Charles Quint en Italie qui l'en récompensera en lui faisant attribuer divers bénéfices.Durant les cinq années suivantes, il garde le littoral contre de nouveaux raids ottomans.
En 1524, la tête d'une escadre de 17 galères, il livre un combat malheureux au large de Fréjus à l'escadre du Génois Andrea Doria, alors au service du roi de France. Les dix navires de Doria bénéficient de l'effet de surprise. Trois galères espagnoles sont coulées, les autres trouvant refuge dans le port de Monaco.
Nommé lieutenant de Charles de Lannoy, vice- roi de Naples, il soutient le cardinal Pompeo Colonna dans sa lutte contre le pape Clément VII, allié des Français dans la Ligue de Cognac. Il entre avec le cardinal dans Rome deux jours après les troupes du duc de Bourbon, qui ont mis la ville à sac en mai 1527.
Il assiste Charles de Lannoy lors du siège de Naples par le maréchal de Lautrec en 1527. À la mort de Lannoy, le 23 septembre 1527, il lui succède comme vice-roi. Il arme une escadre pour affronter celle de Philippino Doria, neveu d'Andrea Doria, qui assurait le blocus de la ville. La rencontre a lieu au large du Capo d'Orso (it), dans le golfe de Salerne, le 28 mai 1528. La flotte espagnole est défaite et Moncade tué dans le combat.